# 40 Below Summer
40 Below Summer ist eine US-amerikanische Nu-Metal-Band aus New Jersey, die im Jahr 1998 gegründet wurde und sich 2005 auflöste. Nachdem die Gruppe in den folgenden Jahren vereinzelt aktiv war, ist sie seit 2011 wieder permanent tätig.

## Geschichte
Nachdem der Sänger Max Illidge und der Schlagzeuger Carlos Aguilar bereits zusammen bei der Band Alien tätig waren, gründeten sie 1998 die Band 40 Below Summer. Illidge war zudem zuvor schon im Alter von zwölf Jahren im Musikvideo zum Talking-Heads-Lied Burning Down the House zu sehen und war auch schon auf Broadway-Bühnen tätig. Nach mehreren Problemen kamen die beiden Gitarristen Joe D’Amico und Jordan Plingos sowie der Bassist Hector Graziani im Oktober 2000 als feste Mitglieder Besetzung. Im Jahr 1999 erschien das Demo Side Show Freaks und die EP Rain im Jahr darauf. Daraufhin spielte die Gruppe sowohl in New Jersey, als auch im Staat New York diverse Konzerte. Durch das Demo wurde No Name Management, das auch schon für Bands wie Fear Factory oder Slipknot tätig war, auf die Band aufmerksam und begann auch eine Zusammenarbeit mit 40 Below Summer. Kurze Zeit später unterzeichnete die Gruppe auch einen Plattenvertrag bei Sire Records, nachdem die Gruppe bereits mit einem Dutzend Labels verhandelt hatte. Mit dem Produzenten Garth Richardson nahmen sie das Debütalbum Invitation to the Dance auf. Da das Album jedoch am 11. September 2001 erschien, wurde dem Tonträger jedoch wenig Beachtung geschenkt. Da das Label zudem seinen Bankrott erklären musste, wurde der Tonträger über Warner Music Group wiederveröffentlicht. Im März 2002 ging die Band auf die Jägermeister-Music-Tour zusammen mit Drowning Pool, Ill Niño und Coal Chamber. Während einer Tour zusammen mit E-Town Concrete durch New York wurde das Label Razor & Tie im Februar 2003 aufmerksam und nahm die Band im Juni unter Vertrag. Hierüber erschien im Herbst desselben Jahres das zweite Album mit dem Titel The Mourning After, das von David Bendeth produziert worden war. In Europa erschien das Album Ende 2003 bei Roadrunner Records. Auf dem Tonträger ist in den Liedern Self-Medicate und F.E. Cristian Machado von Ill Niño als Gastsänger zu hören. Nach einer Tour im Oktober 2003 zusammen mit Mushroomhead und Motograter, ging es im selben Monat auf eine weitere zusammen mit Motograter und Kittie. Nachdem Plingon die Band im Oktober 2004 verlassen hatte, kam als Ersatz der Motograter-Gitarrist Ty Fury zur Besetzung. Anfang November 2004 begann die Band eine Tournee zusammen mit Drowning Pool, Ill Niño, Flaw und Candiria. Aguilar verließ die Band im Frühling 2005 ehe auch Fury die Band im Juni wieder verließ, um mit ehemaligen Motograter-Mitgliedern die Band Synthetic Delusion zu gründen. Nachdem die Gruppe sich von ihrem Label wieder getrennt hatte, nahm sie ein Demo auf, das drei Lieder enthielt, ehe es zur Auflösung von 40 Below Summer kam. Ihre letzten Auftritt hielt die Band im September 2005 ab. Illidge, D’Amico und Graziani zusammen mit dem Gitarristen Ryan Jurhs und dem Schlagzeuger Ali Nassar die Band Black Market Hero. Ende Oktober 2006 erschien über Crash Music das Album The Last Dance. Die Veröffentlichung bestand aus neun bisher unveröffentlichte Songs und einer Bonus-DVD vom letzten Auftritt im Starland Ballroom in New Jersey. Es folgten vereinzelte Auftritte in alter Besetzung. Ende Juli 2007 wurde die EP Rain mit sieben Bonusliedern wiederveröffentlicht und auch für das Demo Side Show Freaks erfolgte eine Wiederveröffentlichung. Im Jahr 2010 spielte die Band zudem ein weiteres Konzert, an dem auch die Bands With Daggers Drawn, in der Illidge und D’Amico gemeinsam tätig waren, God Forbid und Dead Men Dreaming teilnahmen. Seit 2011 ist die Gruppe wieder permanent aktiv und veröffentlichte 2013 das nächste Album Fire at Zero Gravity.

## Stil
Laut Mario Mesquita Borges von Allmusic spielt die Band kantigen Hard Rock, der besonders melodisch sei. Zudem seien starke Metal-Einflüsse hörbar, sodass man die Band dem Nu Metal zuordnen könne. In der Bandbiografie auf 40belowsummer.com schrieb Max Illidge, dass sich die Band nicht als Nu-Metal-Band versteht. Vielmehr vermische man Elemente aus Nu- und Oldschool-Metal, mit Hardcore Punk und gradlinigem Rock und Folk. Zudem seien auch ein paar Elemente aus Jazz und Funk hörbar. Auch in seiner Rezension zu The Mourning After schrieb Elmar Salmutter vom Metal Hammer, dass es die Band hasst, als Nu-Metal-Band bezeichnet zu werden. Die Musik sei radiofreundlich, wie die von Sevendust und Trapt, an die 40 Below Summer gelegentlich erinnere. Auf dem Album stünden Nu-Metal-Liedern mit „softeren, kommerziell verwertbaren Stücke“ im Wechsel. Der Aufbau der Lieder ähnele sich stark, der Gesang sei ausdrucksstark.

## Diskografie
- Side Show Freaks (Demo, 1999, Eigenveröffentlichung)
- Rain (EP, 2000, Sire Records)
- Invitation to the Dance (Album, 2001, Sire Records)
- The Mourning After (Album, 2003, Razor & Tie)
- The Last Dance (Album, 2006, Crash Music)
- Fire at Zero Gravity (Album, 2013, Super Massive Music Group)